# Carlo Acquaviva d'Aragona
Carlo Acquaviva d'Aragona (né le 26 décembre 1823 à Naples et mort le 14 décembre 1892 à Giulianova) est un  homme politique italien.

## Biographie
Il a été député du royaume d'Italie durant les VIIIe, IXe, Xe, XIe et XIIe législatures, il a été sénateur durant la XVIIe législature.

## Distinction
Ordre de la Couronne d'Italie

## Sources
- (it) Cet article est partiellement ou en totalité issu de l’article de Wikipédia en italien intitulé « Carlo Acquaviva d'Aragona » (voir la liste des auteurs).